# César Delgado Barreto
César Augusto Delgado Barreto (Lima, 18 de noviembre de 1927 - Ibídem, 3 de abril del 2021) fue un abogado especializado en derecho internacional y docente universitario peruano. Fue ministro de Justicia del Perú durante el primer gobierno de Alan García, desde 1988 hasta 1989, y senador en el periodo 1985-1990.

## Biografía
César Delgado nació en la ciudad de Lima, el 18 de noviembre de 1927.
Realizó sus estudios escolares en el Colegio San Luis (de los Hermanos Maristas) ubicado en el distrito de Barranco. Luego estudió la carrera de Derecho en la Pontificia Universidad Católica del Perú, en la cual recibió el título de abogado. Obtuvo un Doctorado en Derecho en la Universidad Complutense de Madrid y realizó estudios en la Universidad de París I Panthéon-Sorbonne y en la Academia de Derecho Internacional de La Haya.

## Trayectoria
Fue vicepresidente del Consejo Nacional de Justicia en el año 1973 y miembro del Comité de Ética del Poder Judicial del Perú.
Fue también profesor principal de la Facultad de Derecho de la Pontificia Universidad Católica del Perú. Ha sido también profesor en la Universidad Nacional Mayor de San Marcos y en la Universidad Nacional Agraria La Molina.
Era miembro de número de la Academia Peruana de Derecho.

### Senador de la República
Como político, César Delgado incursiona en las filas del Partido Demócrata Cristiano de Héctor Cornejo Chávez y en las elecciones parlamentarias del año 1985, postuló al Senado de la República en alianza con el Partido Aprista Peruano y resultó elegido con 22,918 votos para el periodo parlamentario 1985-1990.
En su gestión como senador, fue miembro de la Comisión de Justicia y Derechos Humanos del Senado. Fue también miembro de la Comisión investigadora de los sucesos ocurridos en los penales en el año 1986. También fue parte de la Comisión que investigó el caso Accomarca.
En 1988 fue representante del Perú ante la Comisión de Derechos Humanos de las Naciones Unidas, en la cual fue vicepresidente en su XLII periodo de sesiones. Formó también parte de la Comisión Permanente del Parlamento Andino.

### Ministro de Justicia
El 2 de septiembre de 1988, César Delgado fue designado y juramentado por el presidente Alan García como su nuevo ministro de Justicia en el gabinete ministerial presidido por Armando Villanueva del Campo.
Como ministro, firmó los decretos de creación de Juzgados de Tierras en las localidades de La Merced, Huari, Moyobamba, Tumbes y Cotahuasi. También apoyó el decreto de registros de propiedades en favor de los Asentamientos Humanos.
Permaneció en el cargo hasta su renuncia al ministerio en agosto de 1989, siendo luego reemplazado por María Bockos Heredia.
Tras culminar su gestión como senador, César Delgado intentó ser reelegido en las elecciones del año 1990, esta vez como parte de la alianza entre el Partido Demócrata Cristiano y el Acuerdo Socialista de Izquierda de Alfonso Barrantes. Sin embargo, Delgado no resulta elegido.

## Fallecimiento
El 3 de abril del 2021, César Delgado Barreto falleció a los 93 años en la ciudad de Lima. La noticia fue anunciada por la Pontificia Universidad Católica del Perú, universidad en donde se formó profesionalmente y quienes realizaron un homenaje póstumo en su memoria.

## Publicaciones
- Colección lo esencial del Derecho N° 22: Derecho Internacional Privado (2017)
- Introducción al Derecho Internacional Privado (2005)

## Reconocimientos
- "Fortalecimiento del Estado Constitucional de Derecho y del Acceso a la Justicia" - Ministerio de Justicia y Derechos Humanos del Perú (2016)